# Parafia Najświętszej Maryi Panny w Coomerze
Parafia Najświętszej Maryi Panny w Coomerze – parafia rzymskokatolicka, należąca do archidiecezji Brisbane.
Przy parafii funkcjonuje katolicka szkoła podstawowa.